# Vriksum
Vriksum (tysk Wrixum, nordfrisisk: Wraksem) er en landsby og kommune beliggende i den østlige del af øen Før i Nordfrisland i det vestlige Sydslesvig. I administrativ henseende hører kommunen under Nordfrislands kreds i delstaten Slesvig-Holsten i det nordlige Tyskland. Kommunen samarbejder på administrativt plan med andre kommuner på Før og Amrum i Før-Amrum kommunefællesskab (Amt Föhr-Amrum).

## Historie
Vriksum er første gang nævnt 1438. Stednavnet kan henføres til mandsnavnet Virik. Stednavneendelsen -um er karakteristisk for stednavnene på Før. I den danske tid indtil 1864 hørte landsbyen under Østerland-Før. I kirkelig henseende hører landsbyen under Sankt Nicolai Sogn.
Den tysk-nordfrisiske lærer Okke Christian Nerong (1852-1909) er født i Vriksum.

## Geografi
Vriksum er en af de 11 selvstændige kommuner på øen Før og grænser til kommunen Vyk.

## Erhvervsliv
Turisme er det vigtigste erhverv i Vriksum, men der er også en del mindre virksomheder.

## Seværdigheder
Kommunens vartegn er vindmøllen fra 1851.

## Billeder
- Stråtækt Frisergård i Vriksum
- Vriksum Mølle